# Molophilus (Molophilus) tenuistylus
Molophilus (Molophilus) tenuistylus is een tweevleugelige uit de familie steltmuggen (Limoniidae). De soort komt voor in het Australaziatisch gebied.